# Brgule, Vareš
Brgule (Бргуле) är en by i kommunen Vareš i kantonen Zenica-Doboj i nordöstra Federationen Bosnien och Hercegovina. År 2013 hade byn 21 invånare.